# 日本とマカオの関係
日本とマカオの関係（にほんとマカオのかんけい、ポルトガル語: Relações entre Japão e Macau、中国語: 日本與澳門關係、英語: Japan–Macao relations） では、日本とマカオの関係について概説する。日本とマカオ特別行政区の関係とも。現状、マカオは独立国ではなく中華人民共和国の領土であるが、一国二制度に基づいて一定の自治機能を有している。

## 両国の比較
|                   | マカオ                      | 日本                           | 両国の差                  |
| ----------------- | --------------------------- | ------------------------------ | ------------------------- |
| 人口              | 64万445人（2019年）         | 1億2626万人（2019年）          | 日本はマカオの約197.1倍   |
| 国土面積          | 29.9 km²                    | 37万7972 km²                   | 日本はマカオの約12641.2倍 |
| 人口密度          | 19199 人/km²（2018年）      | 347 人/km²（2018年）           | マカオは日本の約55.3倍    |
| 首都              | －                          | 東京都（事実上）               |                           |
| 最大都市          | －                          | 東京都区部                     |                           |
| 元首              | マカオ特別行政区行政長官    | 天皇（事実上）                 |                           |
| 政体              | 一国二制度                  | （民主制）議院内閣制           |                           |
| 公用語            | 広東語 ポルトガル語         | 日本語（事実上）               |                           |
| 通貨              | マカオ・パタカ              | 日本円                         |                           |
| 国教              | なし                        | なし                           |                           |
| 人間開発指数      | 0.909                       | 0.919                          |                           |
| 民主主義指数      | -                           | 7.99                           |                           |
| GDP（名目）       | 538億5912万米ドル（2019年） | 5兆819億6954万米ドル（2019年） | 日本はマカオの約94.4倍    |
| 一人当たりGDP     | 84096.4米ドル（2019年）     | 40246.9米ドル（2019年）        | マカオは日本の約2.1倍     |
| GDP（購買力平価） | 829億629万米ドル（2019年）  | 5兆5043億3091米ドル（2019年）  | 日本はマカオの約66.4倍    |
| 一人当たり実質GDP | 129451.1米ドル（2019年）    | 43593.5米ドル（2019年）        | マカオは日本の約3倍       |
| 経済成長率        | -4.7%（2019年）             | 0.7%（2019年）                 |                           |
| 軍事費            | -（2019年）                 | 476億902万米ドル（2019年）     |                           |

## 歴史
日本とマカオの交流の歴史は、16世紀まで遡る。マカオ経由で日本に渡来したポルトガル人は、鉄砲の伝来やキリスト教の布教をはじめ、多くの西洋文化を日本に伝えた。現在でも、コロアネ島の先端には日本で初めてキリスト教を布教したフランシスコ・ザビエルを祀る聖フランシスコ・ザビエル教会や、ザビエルの右上腕骨とされる遺骨が展示されている聖ヨセフ聖堂、納骨堂には日本人キリスト教徒の殉教者の名前も刻まれている聖ポール天主堂跡など日本との繋がり示す遺産が残されており、一部は「マカオ歴史地区」として世界文化遺産として保護されるに至っている。また、日本からも大量の銀や絹、磁器、工芸品などの交易品が輸出され、交易都市としてのマカオの発展にも大きな影響を及ぼした。ただし日本は江戸幕府の支配体制が確立されるとオランダや中国など一部の例外を除いて貿易・交流を禁じた鎖国体制を敷き、ポルトガルとの交流が急速に減退した。その結果、マカオとの交流は一時的に途絶え、その再開は1860年の日葡修好通商条約まで待たなければならなかった。
第二次世界大戦では、ポルトガルが中立を宣言したためにマカオは東アジアにおける中立港となり、経済的には繁栄したものの日本と中華民国の戦闘が続いたことから中国人の難民が大量に流入した。
1979年には中華人民共和国とポルトガルの国交が樹立される。1999年12月20日、マカオは中国に返還され、ただし香港同様「一国二制度」の下で、外交・国防を除き高度な自治権を有すマカオ特別行政区として、現行の社会制度、生活様式を返還後50年間維持する事が決まった。この一国二制度に支えられ、日本はマカオと現在まで続く友好関係を堅持している。

## 外交
中国の中でもマカオは一国二制度のもと、高度な資本主義の価値観を日本と共有する特殊な地域となっており、緊密な経済関係及び人的交流を有している。その為、外交関係は中国本土とのものとは一線を画しており、要人往来も香港ほどではないが存在する。

### マカオ要人の訪日
1999年に一国二制度に従い中国に返還された後、マカオは価値観を共有する日本や都市国家として成長を続けるシンガポールなどとの関係を重視。翌2000年にはマカオ首脳に相当するマカオ特別行政区行政長官の何厚鏵が訪日を実施した。この訪日で何厚鏵は当時総理大臣を務めていた森喜朗や、外務大臣の河野洋平、通産大臣の平沼赳夫など主要閣僚に表敬し、また経団連や航空三社（日航、全日空、日本エアシステム）を訪問した。また、この訪日を契機として衆議院議員の臼井日出男が中心となり、日本・マカオ友好議員連盟が設立され何厚鏵はその設立総会にも出席した。
そのほかにも、社会文化庁長官や運輸・公共事業庁長官など、主要なマカオの要人が訪日を実施している。

### 日本要人のマカオ訪問
1999年12月には返還されたばかりのマカオに元総理大臣であり内閣総理大臣外交最高顧問を務めていた橋本龍太郎が赴き、マカオとの友好関係の基礎を築いた。
2007年8月には自民党青年局の萩生田光一がマカオを訪問した。なお、その萩生田光一は2018年8月にもマカオを訪問しているが、その際にカジノで特別待遇を受けた疑惑が2020年に浮上し、波紋を呼んだ。

## 経済交流
2012年のマカオの輸出相手上位三ヵ国は香港（20.19％）・中国本土（16.78％）・アメリカ合衆国（6.81％）などとなっており、1.99％のみにとどまる日本は主要な輸出相手から外れている。一方で輸入に関しては中国本土（32.71％）・香港（11.58％）に次いで日本（5.98％）が三番目の輸入相手国となっており、中国本土や香港は同じ中華人民共和国を構成する同一の国であることから、国外からの輸入は日本が事実上最大の国となっている。
2013年4月、国際的な脱税及び租税回避行為の防止を目的とした租税情報交換協定「日・マカオ租税情報交換協定」に日本とマカオは数度の交渉の末に基本合意した。これは租税情報の交換などについてを取り決めたものであり、2014年3月には両国ともに日・マカオ租税情報交換協定に署名を実施し、翌月には発効した。
マカオは、2005年7月に日本とゆかりのある聖ポール天主堂跡など22の歴史的建造物と8つの広場を含む地域が「マカオ歴史地区」としてユネスコの世界文化遺産に登録された。これにカジノ施設の集客力も加わり、日本人のマカオ渡航者は上記のとおりに急増し、2008年以降は約40万人程度で推移している。
マカオには日系企業が多く進出しており、2011年にはそれら日系企業と日本と取引の多い地元企業で構成される「澳門日本商会」が発足した。

## 文化交流
日本とアジア大洋州の各国・地域との間で、対外発信力を有し将来を担う人材を招聘・派遣し，政治・経済・社会・文化・歴史・外交政策等に関する対日理解の促進を図るとともに、親日派・知日派を発掘し、日本の外交姿勢や魅力等について被招聘者・被派遣者自ら積極的に発信してもらうことで対外発信を強化し、我が国の外交基盤を拡充することを目指しているプログラム「JENESYS2018」。2018年にはその一環として、また日中平和友好条約締結40周年記念事業として香港・マカオの高校生75名が訪日を実施し、東京都・茨城県・滋賀県・広島県及び京都府への訪問やホームステイを通じ日本への理解を深めた。
2019年に開催された、マカオ内にある33の会場に同時期に様々なアートが展示される「アートマカオ」では、日本の文化や技術、伝統、芸術、産業、教育などを発信するジャパンパビリオンが開設された。
教育面では、マカオ唯一の公立総合大学でありマカオにおける最高学府であるマカオ大学は、帝京大学や慶応義塾大学などと提携を結び学生間の交流を推進している。